# كعكة مقلوبة
الكعكة المقلوبة هي كعكة تُخبز «رأساً على عقب» في مقلاة فتكون الطبقة العليا في قاع المقلاة. عند إخراجها من الفرن يُقلب المستحضر المقلوب رأسًا على عقب ويُفرَّغ على طبق تقديم فيصير الوجه الأعلى في الأعلى 
توضع قطع الفواكه أو شرائحها كالتفاح أو الكرز أو الخوخ أو الأناناس المدهونة بالزبدة والسكر في قاع المقلاة قبل سكب الخليط فيها لتكون طبقة تعلو الكعكة بعد قلبها.

## الصور

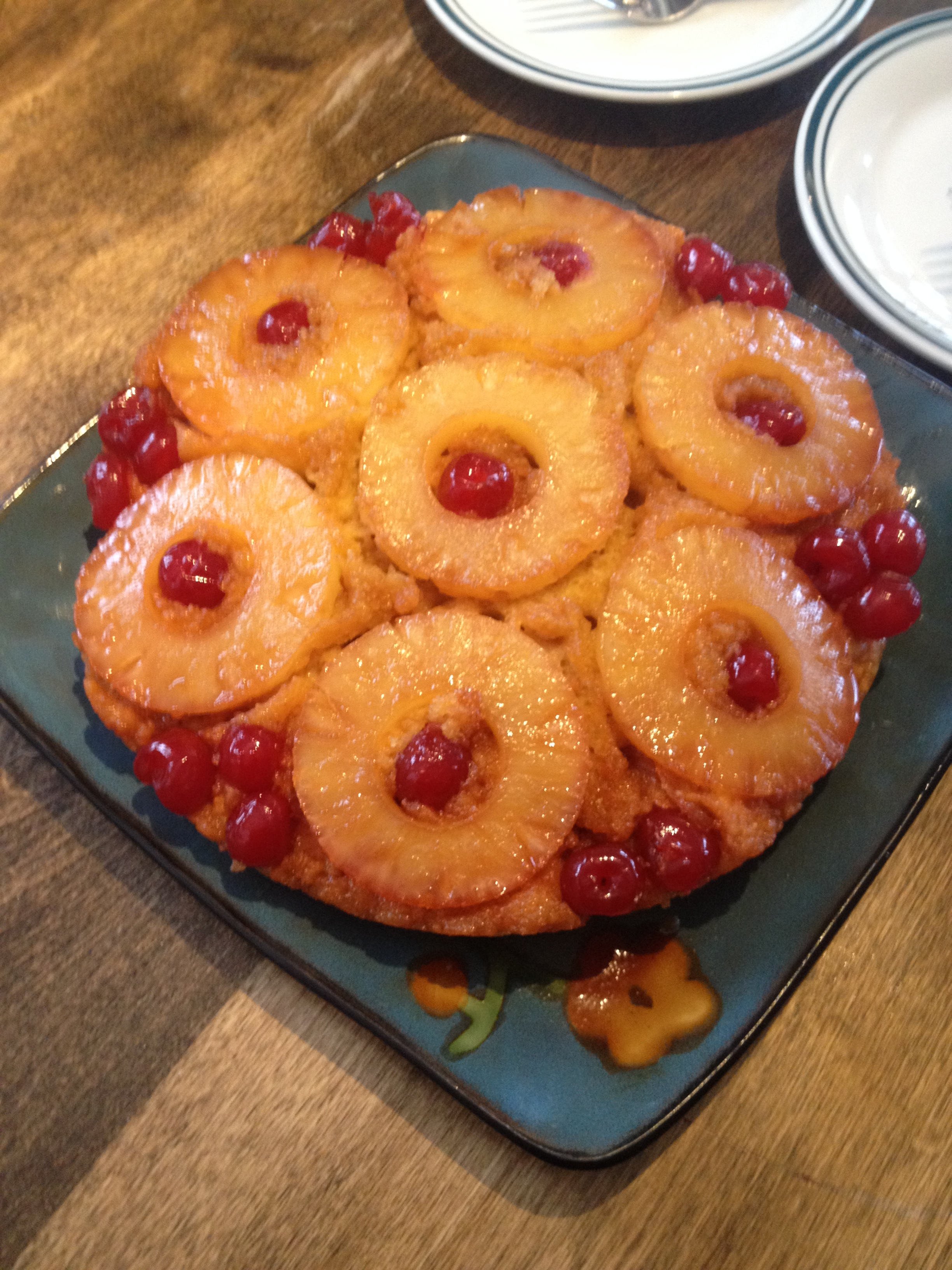
كعكة الأناناس الأمريكية المقلوبة
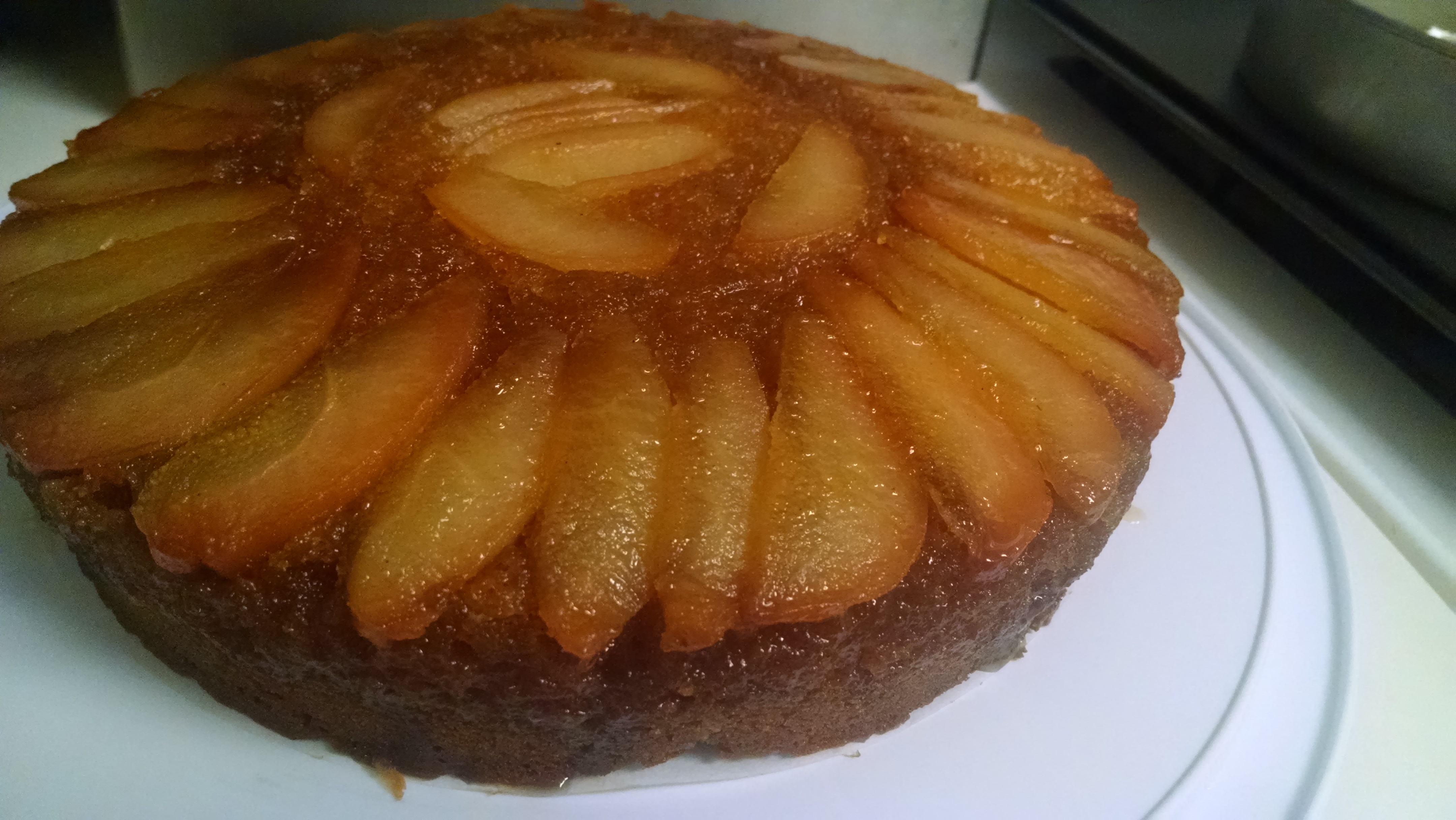
كعكة الكمثرى مقلوبة
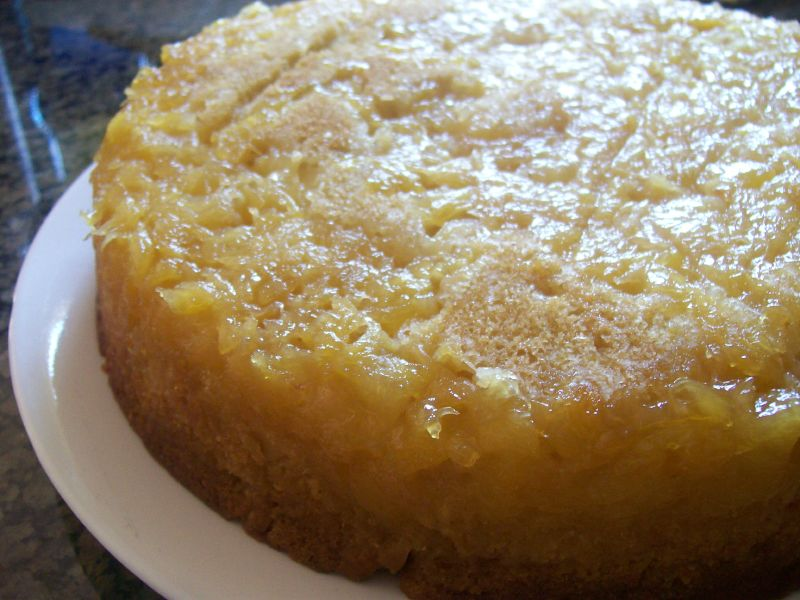
أناناس مطحون
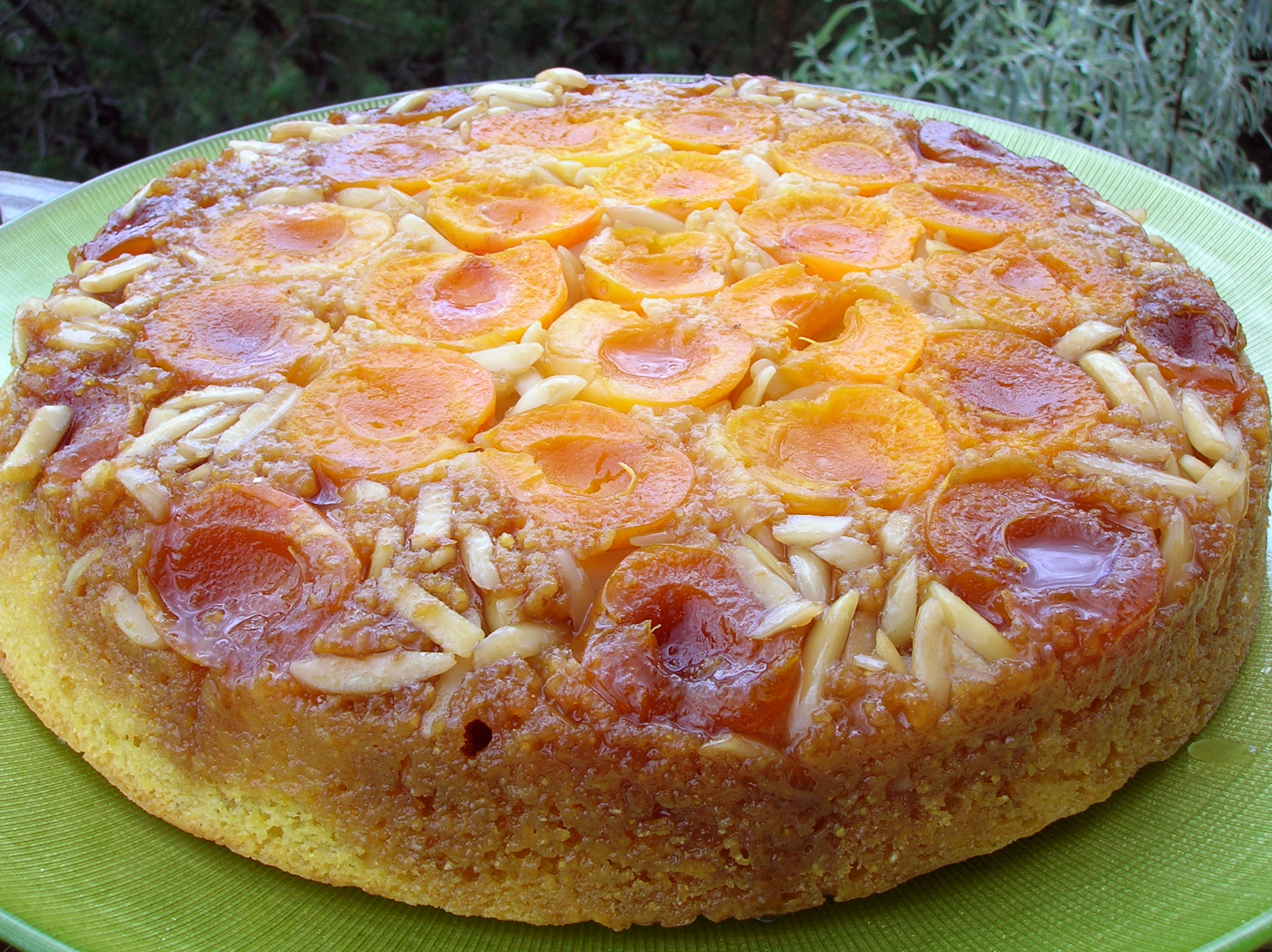
المشمش ودقيق الذرة